# Rissoppa

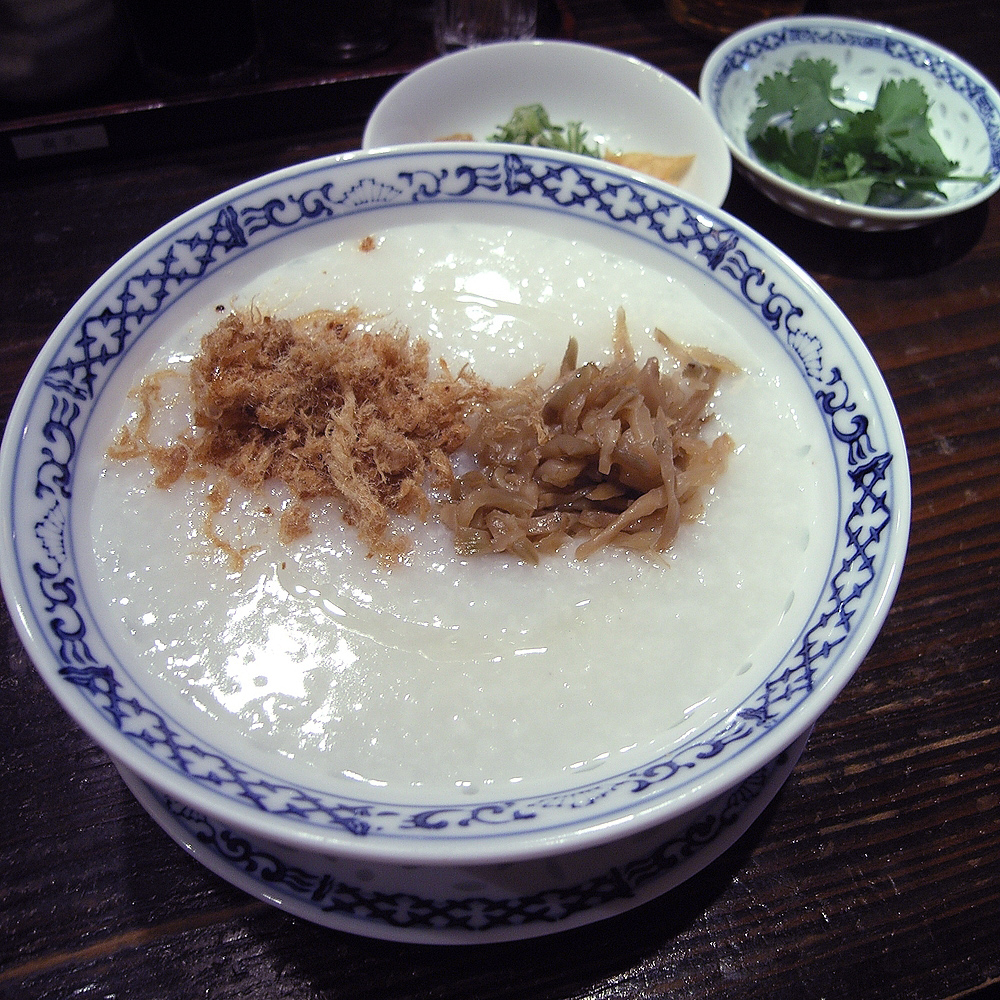
Rissoppa

Rissoppa eller risvälling (tamil: கஞ்சி kañji, kinesiska: 粥, pinyin: zhōu) är en soppa kokt på ris som äts i olika former i många asiatiska länder. Den uppkom antagligen tidigt i Asien ihop med risets användning. Den äts vanligen med någon form av smaksättare, exempelvis inlagda grönsaker, och kan räknas som en del av kinesisk "husmanskost".